# Lysianassa holmesi
Lysianassa holmesi är en kräftdjursart. Lysianassa holmesi ingår i släktet Lysianassa och familjen Lysianassidae. Inga underarter finns listade i Catalogue of Life.